# 岩城秀哉
岩城 秀哉（いわき ひでや、1895年10月2日 - 没年不詳）は、日本の俳優である。本名は中家 秀一（なかや ひでかず）。旧芸名は岩城 秀雄（いわき ひでお）。

## 来歴・人物
1895年（明治28年）10月2日、兵庫県神戸市山本通（現在の同県同市中央区山本通）に生まれる。関西学院中学部卒業後、早稲田大学英文科に進学する。
早稲田大学2年修了（中退）後、海運業輸出部主任を務めていたが、1917年（大正6年）、岩城秀雄という芸名で新国劇創立と共に同劇団に入団。以降、主に端役・脇役として出演するが、1922年（大正11年）頃からは岩城秀哉と改名して活動している。1924年（大正13年）1月、帝国キネマへ入社。同年2月7日に公開された佐藤紅緑原作の松本英一監督映画『大盗伝』や、同年4月2日に公開された若山治監督映画『肉弾』など、悪役俳優として活躍していたが、出演配役に岩城の名前は見当たらず、岩城自身も少々不平があったようである。
1924年（大正13年）秋、東亜キネマ甲陽撮影所に移籍する。同年10月1日公開の山本嘉次郎監督映画『断雲』で主演高木新平の敵役として戦国の梟雄・股野弾正を演じ活躍する。当時、彼は「大猛闘劇、大活劇に出演したい」と語っていたというが、1927年（昭和2年）3月に退社するまで牧野省三（1878年 - 1929年）の下で精悍なマスクを生かして大活躍する。武井龍三（1905年 - 1964年）と組んだ同年9月4日公開の金森万象監督映画『奇傑鬼鹿毛』や、月形龍之介（1902年 - 1970年）と組んだ翌1926年（大正15年）9月24日公開の勝見正義監督映画『仇討奇譚 勝鬨』など多数の出演作品がある。退社後はフリーとなり、1927年（昭和2年）6月10日に日本映画プロダクションが製作した志波西果監督、市川市丸主演映画『宣戦布告』で近藤勇を好演している。
1929年（昭和4年）、河合映画製作社に移籍する。ところが、翌1930年（昭和5年）6月13日に公開された丘虹二監督映画『清川八郎』以降の出演作品が見当たらず、以後の消息は不明である。トーキー作品への出演は1作もなく、出演作品はすべてサイレント映画であった。没年不詳。

## 出演作品

### 新国劇
現存する新国劇の関連資料から、上記の人物が実際に出演した演目を記載した。ただし、劇団創立当初及び戦争末期の一部記録、並びに地方公演の記録は現存していない。
- 『カレーの市民』：原作ゲオルグ・カイザー（ゲオルグ・カイゼル[7]）、監督仲木貞一、1921年6月公演 - 選まれた市民 ※「岩城秀雄」名義
- 『国定忠次』：原作行友李風、1921年6月公演 - 子分甚太郎 ※「岩城秀雄」名義
- 『月方半平太』：原作行友李風、1921年6月公演 - 駕昇、長州藩士細井左治馬、新選組覆面の浪士（3役） ※「岩城秀雄」名義
- 『責任者』：原作中村吉蔵、1921年9月公演 - 男給仕 ※「岩城秀雄」名義
- 『大菩薩峠 第一編』：原作中里介山、1921年12月公演 - 覆面の剣士、新選組井村惣太郎（2役） ※「岩城秀雄」名義
- 『大菩薩峠 第二編』：原作中里介山、1922年7月公演 - 天誅組浪士丸目陽蔵、雲助（2役）
- 『社会の礎』：原作仲木貞一、1922年7月公演 - 職工大平佐二郎
- 『冠頭篇 西南戦争聞書』：原作岡本綺堂、1922年10月公演 - 飯原勝彌
- 『城山の月』：原作岡本綺堂、1922年10月公演 - 飯原勝彌
- 『国定忠次』：原作行友李風、1922年11月公演 - 山形屋子分三太
- 『月方半平太』：原作行友李風、1922年11月公演 - 長州藩士細井左治馬、新撰組覆面の武士（2役）
- 『妖刀村正』：原作水谷竹紫、1922年12月公演 - 家士
- 『月星夜』：原作瀬戸英一、1922年12月公演 - 刑事橋口
- 『清水次郎長』：原作額田六福、1922年12月公演 - 子分桝川仙右衛門、船口彌太夫（2役）
- 『大菩薩峠 第一篇』：原作中里介山、1923年1月公演 - 覆面の剣士、駕昇（2役）
- 『大菩薩峠 第二篇』：原作中里介山、1923年3月公演 - 天誅組浪士丸目陽蔵、雲助（2役）
- 『井伊大老の死』：原作中村吉蔵、1923年4月公演 - 覆面の武士、佐野竹之助（2役）

### 帝国キネマ芦屋撮影所
全て製作は「帝国キネマ芦屋撮影所」、配給は「帝国キネマ」、全てサイレント映画である。
- 『大盗伝 第一篇 青春篇』：監督松本英一、1924年2月7日公開 ※ノンクレジット
- 『大盗伝 第二篇 熱愛篇』：監督松本英一、1924年2月21日公開 ※ノンクレジット
- 『大盗伝 第三篇 争闘篇』：監督松本英一、1924年2月28日公開 ※ノンクレジット
- 『肉弾』：監督若山治、1924年4月2日公開 ※ノンクレジット

### 東亜キネマ甲陽撮影所
全て製作は「東亜キネマ甲陽撮影所」、配給は「東亜キネマ」、全てサイレント映画である。
- 『断雲』：監督山本嘉次郎、1924年10月1日公開 - 南京の辰
- 『剣を翳して』：監督賀古残夢、1924年11月28日公開

### 東亜キネマ等持院撮影所
全て製作は「東亜キネマ等持院撮影所」、配給は「東亜キネマ」、全てサイレント映画である。
- 『戦国時代 第一篇』：監督後藤秋声、1924年12月31日公開 - 股野彈正
- 『戦国時代 第二篇』：監督沼田紅緑、1925年1月4日公開 - 股野彈正
- 『佐平次捕物帖 怪物 前篇』：監督金森万象、1925年1月6日公開 - 子分牛若
- 『戦国時代 第三篇』：総指揮牧野省三、監督沼田紅緑、1925年1月8日公開 - 股野彈正
- 『佐平次捕物帖 怪物 後篇』：監督金森万象、1925年1月15日公開 - 牛若金次
- 『荒神山の血煙』：監督沼田紅緑、1925年2月6日公開 - 門井門之助

### 東亜マキノ等持院撮影所
特筆以外、全て製作・配給は「東亜マキノ等持院撮影所」、全てサイレント映画である。
- 『江戸怪賊伝 影法師 前篇』：総指揮マキノ省三、監督二川文太郎、1925年3月6日公開 - 悪侍
- 『江戸怪賊伝 影法師 後篇』：総指揮マキノ省三、監督二川文太郎、1925年3月13日公開 - 悪侍
- 『三人姉妹 前篇』：総指揮マキノ省三、監督沼田紅緑、1925年4月17日公開 - 堂西喜左衛門
- 『三人姉妹 中篇』：監督沼田紅緑、1925年4月24日公開 - 堂西喜左衛門
- 『三人姉妹 後篇』：監督沼田紅緑、1925年5月1日公開 - 堂西喜左衛門
- 『墓石が鼾をする頃』：総指揮マキノ省三、監督二川文太郎、1925年5月15日公開 - 鳴海源太盛高
- 『何者? 前篇』：監督竜神虎彦、1925年5月29日公開 - 伜波多之亟
- 『何者? 後篇』：監督竜神虎彦、1925年6月5日公開 - 須美波多之亟
- 『落花の舞 前篇』：総指揮マキノ省三、監督沼田紅緑、1925年6月12日公開 - 有渡屋佐兵衛
- 『落花の舞 後篇』：総指揮マキノ省三、監督沼田紅緑、製作東亜キネマ等持院撮影所、1925年6月19日公開 - 有渡屋佐兵衛

### マキノ・プロダクション御室撮影所
特筆以外、全て製作は「マキノ・プロダクション御室撮影所」、配給は「マキノ・プロダクション」、全てサイレント映画である。
- 『奇傑鬼鹿毛 第一篇』：監督金森万象、1925年9月4日公開 - 曽根森四郎経忠
- 『討幕の叫び』：総指揮マキノ省三、監督沼田紅緑、1925年9月11日（同年7月8日説もあり）公開 - その下僕丹助
- 『奇傑鬼鹿毛 第二篇』：総指揮マキノ省三、監督金森万象、1925年9月25日公開 - 曽根森四郎経忠
- 『奇傑鬼鹿毛 第三篇』：監督金森万象、1925年9月11日公開 - 曽根森四郎経忠
- 『池田屋騒動』：監督マキノ省三、1925年10月2日公開
- 『駕屋の先生』：監督沼田紅緑、1925年10月30日公開 - 山駕屋の弥助（主演）
- 『剣かたばみ』：監督沼田紅緑、1925年11月27日（同年11月20日説もあり）公開 - 与力同心牛淵伝太夫
- 『探偵綺譚 文明の復讐』：総指揮マキノ省三、監督沼田紅緑、1925年12月4日公開 - 下郎吉三
- 『呑喰気抜之助』：総指揮マキノ省三、監督橋本佐一呂、1925年12月18日公開 - 奸臣・町野播磨
- 『忠弥召捕』：監督マキノ省三・沼田紅緑、1926年1月8日公開 - 熊谷三郎兵衛
- 『日光円蔵』（『日光の円蔵』）：監督富沢進郎、1926年1月9日（1925年12月15日説もあり）公開 - 主演
- 『快傑夜叉王 前篇』：監督マキノ省三、1926年2月11日（同年2月19日説もあり）公開 - 浅倉左近
- 『修羅八荒 第一篇』：総指揮マキノ省三、監督二川文太郎・勝見正義・橋本佐一呂、1926年2月15日公開 - 瓢箪屋銀八
- 『快傑夜叉王 後篇』：総指揮マキノ省三、監督橋本佐一呂、1926年2月19日公開 - 浅倉左近
- 『修羅八荒 第二篇』：総指揮マキノ省三、監督二川文太郎・勝見正義、1926年3月3日公開 - 瓢箪屋銀八
- 『小劔豪』（『小剣豪』）：監督曽根純三、1926年3月12日公開
- 『孔雀の光 第二篇』：総指揮マキノ省三、監督沼田紅緑、1926年3月19日公開 - 坂本龍馬
- 『闇の森』（『闇乃森』）：総指揮マキノ省三、監督橋本佐一呂、1926年3月26日公開 - 柿坂伝五左
- 『孔雀の光 第三篇』：監督沼田紅緑、1926年4月30日公開 - 坂本龍馬
- 『忘れ髪』（『わすれ髪』）：総指揮マキノ省三、監督人見吉之助、1926年5月6日公開 - 唐犬権兵衛
- 『花嵐』：監督村田正雄、1926年6月4日公開 - 早縄の信太
- 『三千石』：監督富沢進郎、1926年6月25日公開 - 旗本大道寺平馬（主演）
- 『緑林異装の快剣士』：総指揮マキノ省三、監督橋本佐一呂、1926年7月1日（同年6月30日説もあり）公開 - 快盗隼千太
- 『赤城山颪』：総指揮マキノ省三、監督沼田紅緑、1926年8月27日公開
- 『修羅八荒 解決篇 前後篇』：監督マキノ省三、1926年9月3日公開 - 瓢箪屋銀八
- 『仇討奇譚 勝鬨』（『勝鬨』）：総指揮マキノ省三、監督勝見正義、1926年9月24日公開 - 兄恭助
- 『紫頭巾 前後篇』：監督沼田紅緑、1926年10月14日公開
- 『佐平次捕物帖 新釈紫頭巾 前篇』：総指揮マキノ省三、監督沼田紅緑、1926年10月15日公開 - 牛若の金次
- 『佐平次捕物帖 新釈紫頭巾 後篇』：総指揮マキノ省三、監督沼田紅緑、1926年10月22日公開 - 牛若の金次
- 『照る日くもる日 第一篇』：総指揮マキノ省三、監督二川文太郎、1926年11月7日公開 - 馬瀬源七
- 『鳴門秘帖 第一篇』：総指揮マキノ省三、監督沼田紅緑、1926年11月7日公開 - 唐草銀五郎
- 『鳴門秘帖 第二篇』：総指揮マキノ省三、監督沼田紅緑、1926年11月21日公開 - 唐草銀五郎
- 『照る日くもる日 第二篇』：総指揮マキノ省三、監督二川文太郎、1926年11月26日公開 - 馬瀬源七
- 『照る日くもる日 第三篇』：総指揮マキノ省三、監督中島宝三、1926年12月15日公開 - 馬瀬源七
- 『影法師捕物帳 前篇』：監督二川文太郎、1926年12月31日公開 - 岡引赤鬼喜蔵
- 『悪縁泥まみれ』：監督人見吉之助、1927年1月28日公開 - 伴鉄之丞
- 『鳴門秘帖 第三篇』：総指揮マキノ省三、監督沼田紅緑、1927年2月9日公開 - 唐草銀五郎
- 『影法師捕物帳 後篇』：監督二川文太郎、1927年4月1日公開 - 赤鬼喜蔵
- 『鳴門秘帖 第四篇』：監督城戸四郎、1927年5月27日公開 - 唐草銀五郎
- 『鳴門秘帖 第五篇』：監督城戸四郎、1927年6月3日公開 - 唐草銀五郎
- 『宣戦布告』：監督志波西果、製作日本映画プロダクション、1927年6月10日公開 - 近藤勇
- 『鳴門秘帖 第六篇』：監督城戸四郎、1927年7月14日公開 - 唐草銀五郎
- 『鳴門秘帖 最終篇』：監督城戸四郎、1927年9月15日公開 - 唐草銀五郎

### 河合映画巣鴨撮影所
全て製作は「河合映画巣鴨撮影所」、配給は「河合映画製作社」、全てサイレント映画である。
- 『閻魔寺の悲劇』：監督山口哲平、1930年2月14日公開
- 『清川八郎』：監督丘虹二、1930年6月13日公開